# 칼 에밀 레벤하우프트
칼 에밀 레벤하우프트(1691년 3월 28일~1743년 8월 4일)는 스웨덴 제국의 장군이다.

## 생애
1691년 3월 28일 백작 칼 구스타프 로벤하우프트와 여공 아말리아 쾨니그스마르크 사이에 태어난 칼 에밀 레벤하우프트는 16살이 되던 해 네덜란드 공화국에서 복무하였다. 그는 1년 후인 1709년 대위로 진급하였고 이후 스웨덴 제국에서 복무한다. 1712년 그는 중령으로 진급한 후 가데부흐 전투에 참여하였다. 1722년 그는 소장으로 진급하였다. 1741년 그는 러시아-스웨덴 전쟁에서 러시아 제국에 맞서 싸우자고 주장한 스웨덴의 대표적인 주전파 중 한 사람이었다. 1743년 6월 20일, 레벤하우프트는 전쟁에서 보여준 형편 없는 실력과 임무 수행으로 사형을 선고받았다. 그는 7월 20일 처형이 예정되어 있었으나 7월 30일로 연기되었다. 레벤하우프트의 지지자들과 아들이 그를 석방해줄 것을 요구했으나 레벤하우프트는 스톡홀름에서 붙잡혔다. 1743년 8월 4일 그는 노르털에서 죽었다.